# Jackson Stewart
Pour les articles homonymes, voir Stewart.
Jackson Stewart, né le 30 juin 1980 à Los Gatos, est un coureur cycliste américain. Il est actuellement[Quand ?] directeur sportif de l'équipe CCC.

## Biographie
Il met un terme à sa carrière à la fin de l'année 2010.

## Palmarès sur route
- 2003
  - 16e étape de l'International Cycling Classic
- 2004
  - 2e étape de la Central Valley Classic
- 2005
  - Cat's Hill Classic
- 2006
  - Wachovia Cycling Series - Lancaster
  - 13e étape de l'International Cycling Classic
  - 3e de la Cat's Hill Classic
- 2007
  - 2eb étape du Tour du Frioul-Vénétie julienne (contre-la-montre par équipes)
- 2009
  - San Jose Cycling Classic
  - 2e étape de la Redlands Bicycle Classic

## Classements mondiaux
| Année            | 2005 | 2006 | 2007  | 2008 | 2009 | 2010 |
| ---------------- | ---- | ---- | ----- | ---- | ---- | ---- |
| UCI America Tour | 197e | 25e  |       |      |      | 308e |
| UCI Europe Tour  |      |      | 1348e |      |      |      |

## Palmarès sur piste

### Championnats des États-Unis
- 2003
  -  Champion des États-Unis de l'américaine (avec Erik Saunders)

## Palmarès en cyclo-cross
- 2002-2003
  - 2e du championnat des États-Unis de cyclo-cross espoirs